# Nsesa napmza
Nsesa napmza är en insektsart som beskrevs av Irena Dworakowska 1981. Nsesa napmza ingår i släktet Nsesa och familjen dvärgstritar. Inga underarter finns listade i Catalogue of Life.